# Israel Herstein
Israel Nathan Herstein (Lublin, 28 de março de 1923 – Chicago, 9 de fevereiro de 1988) foi um matemático estadunidense, que trabalhou principalmente com álgebra.
A família Herstein foi para o Canadá em 1928, onde ele estudou na Universidade de Manitoba e na Universidade de Toronto (mestrado em 1946). Obteve um doutorado em 1948 na Indiana University Bloomington, orientado por Max August Zorn, com a tese Divisor Algebras). Esteve depois na Universidade do Kansas, na Universidade Estadual de Ohio, na Universidade de Chicago (1950, com Abraham Adrian Albert), na Universidade da Pensilvânia e na Universidade Cornell, antes de ser em 1962 professor em Chicago.

## Obras
- Topics in Algebra 1964
- Noncommutative Rings, Carus Mathematical Monographs 1968.
- Rings with involution 1976
- Abstract Algebra 1986